# FOLFOX
Das FOLFOX4-Regime ist ein Therapieschema-Standard (EbM Level II) in der adjuvanten oder palliativen Chemotherapie zur Behandlung des kolorektalen Karzinoms im UICC-Stadium III.

## Schema
Die Therapie wird 14-täglich in zwölf Zyklen nach folgendem Schema durchgeführt:
| \| FOLFOX4 \| FOLFOX4 \| FOLFOX4 \| FOLFOX4 \| FOLFOX4 \| \| Wirkstoff \| Dosis \| Applikation \| Dauer \| Therapietag \| \| ------------- \| --------- \| ------------- \| ------- \| ----------- \| \| Oxaliplatin \| 85 mg/m² \| i.v. Infusion \| 2 h \| 1 \| \| Folinsäure \| 200 mg/m² \| i.v. Infusion \| 2 h \| 1 + 2 \| \| 5-Fluoruracil \| 400 mg/m² \| i.v. Bolus \| 2 min \| 1 + 2 \| \| 5-Fluoruracil \| 600 mg/m² \| i.v. Infusion \| 22 h \| 1 + 2 \| (mg/m² = Menge/Körperoberfläche/Tag) |           |               |       |             |
| FOLFOX4 |           |               |       |             |
| Wirkstoff | Dosis     | Applikation   | Dauer | Therapietag |
| Oxaliplatin | 85 mg/m²  | i.v. Infusion | 2 h   | 1           |
| Folinsäure | 200 mg/m² | i.v. Infusion | 2 h   | 1 + 2       |
| 5-Fluoruracil | 400 mg/m² | i.v. Bolus    | 2 min | 1 + 2       |
| 5-Fluoruracil | 600 mg/m² | i.v. Infusion | 22 h  | 1 + 2       |

Es gibt auch eine Variante („CapeOx“) von FOLFOX4 mit Capecitabin, der oralen Prodrug von 5-FU. Diese Therapie wird im drei- und nicht zweiwöchigen Abstand durchgeführt.
| \| CapeOx \| CapeOx \| CapeOx \| CapeOx \| CapeOx \| \| Wirkstoff \| Dosis \| Applikation \| Dauer \| Therapietag \| \| ----------- \| ---------- \| ------------- \| ------ \| ----------- \| \| Oxaliplatin \| 130 mg/m² \| i.v. Infusion \| 2 h† \| 1 \| \| Capecitabin \| 1000 mg/m² \| p.o. \| 2×tgl. \| 1 – 14 \| † oder länger, nach Verträglichkeit (mg/m² = Menge/Körperoberfläche/Tag) |            |               |        |             |
| CapeOx |            |               |        |             |
| Wirkstoff | Dosis      | Applikation   | Dauer  | Therapietag |
| Oxaliplatin | 130 mg/m²  | i.v. Infusion | 2 h†   | 1           |
| Capecitabin | 1000 mg/m² | p.o.          | 2×tgl. | 1 – 14      |

## Bemerkungen zur Therapie
Prinzipiell ist die FOLFOX4-Therapie eine ambulante oder stationäre Therapie, d. h. der Patient muss hierfür nicht immer stationär im Krankenhaus aufgenommen werden. Voraussetzung ist die vorherige Implantation eines Portkatheters, über den dann die 5-FU-Dauerinfusion erfolgen kann.
Das FOLFOX-Schema kann in der adjuvanten und auch der palliativen Situation eingesetzt werden. Unter bestimmten Voraussetzungen kann es in der palliativen Situation mit monoklonalen Antikörpern (z. B. Bevacizumab oder Cetuximab) kombiniert verabreicht.
Da es durch die Anwendung zu Übelkeit kommen kann, sollte immer ein Antiemetikum aus der Gruppe der 5-HT3-Rezeptor-Inhibitoren (Setrone) und Dexamethason gegeben werden.